# Stanke Dimitrow

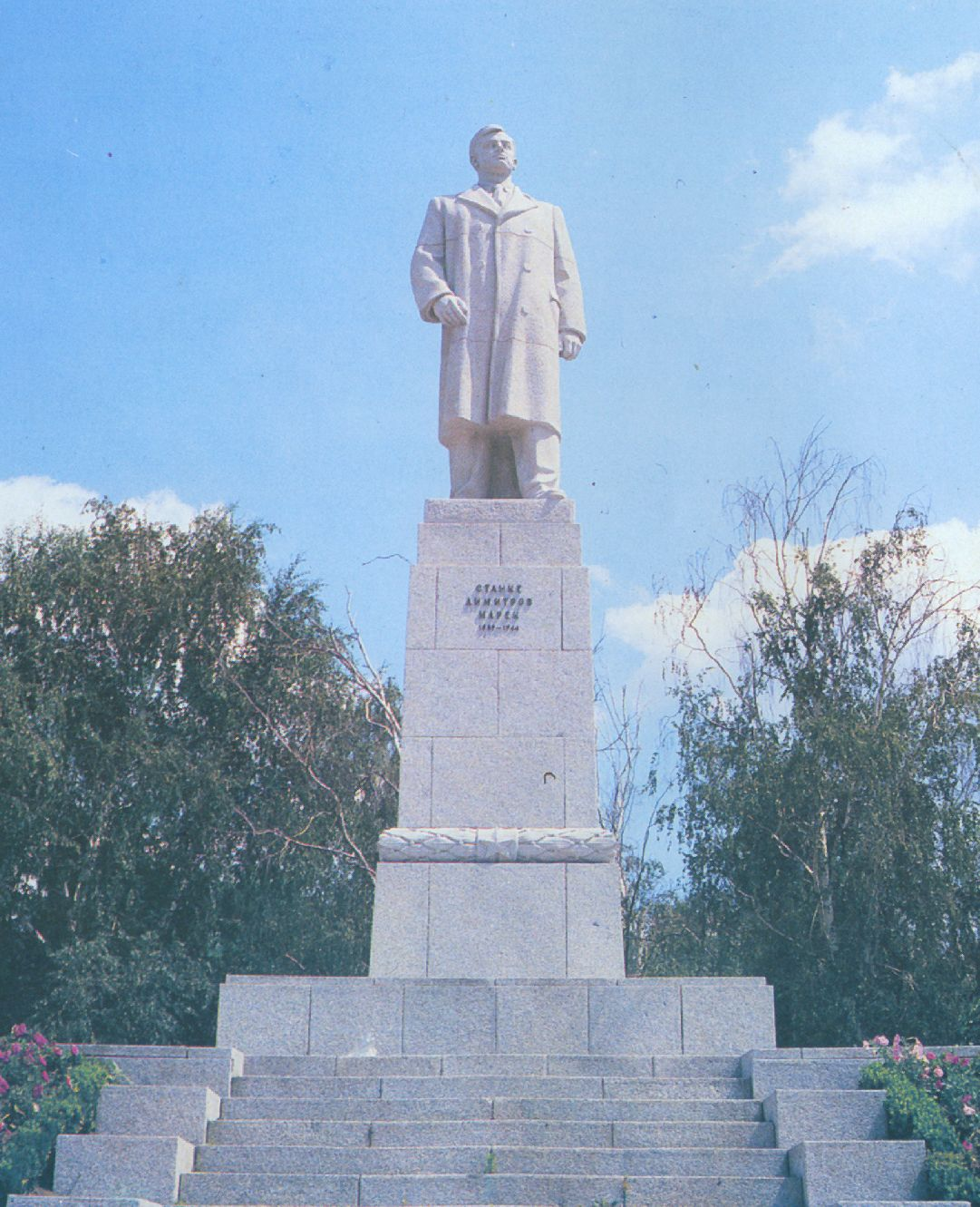
Denkmal in Dupniza

Stanke Dimitrow (bulgarisch Станке Димитров, geboren als Stefan Dimitrow Todorow, nutzte auch das Pseudonym Marek; * 5. Februar 1889 in Dupniza; † 26. August 1944 in Brjansk) war ein bulgarischer Antifaschist und hohes Mitglied der Bulgarischen Kommunistischen Partei, der 1925 maßgeblich am Bombenanschlag auf die Kathedrale Sweta Nedelja beteiligt war. Nach ihm war in den Jahren 1948 bis 1992 die Stadt Dupniza benannt.

## Leben
Er war 1904 der Bulgarischen Sozialdemokratischen Partei, den sogenannten Engsozialisten beigetreten. Im Jahr 1918 beteiligte er sich am Wladaja-Aufstand. 1920 wurde er zu einer zwölfjährigen Haftstrafe verurteilt, jedoch bereits 1921 amnestiert. 1923 übernahm er die Funktion des Sekretärs des Zentralkomitees der Bulgarischen Kommunistischen Partei.
Es folgte eine weitere Verurteilung. Diesmal wurde er in Abwesenheit zum Tode verurteilt. Er emigrierte 1925 in die Sowjetunion und wurde dort Mitglied der KPdSU. Dimitrow unterrichtete an der Internationalen Lenin-Schule und war ab 1932 im Balkansekretariat des Exekutivkomitees der Komintern tätig. Im Jahr 1935 kehrte er dann illegal nach Bulgarien zurück. Er wurde Mitglied des Politbüros der Bulgarischen Kommunistischen Partei und übernahm auch wieder die Funktion des Sekretärs des Zentralkomitees. Bereits 1937 ging er jedoch zurück in die Sowjetunion. Von 1941 bis 1944 leitete er illegale Radiosender des bulgarischen Widerstands.